# Prebiòtic
Els prebiòtics es defineixen com un substrat que s'utilitza selectivament pels microorganismes hostes que ofereixen un benefici per a la salut. S'ha arribat a aquesta definició a partir del consens d'un grup d'experts en microbiologia, nutrició i investigació clínica convocats per l'ISAPP (International Scientific Association for Probiotics and Prebiotics) el 2016. Aquesta definició també contempla la utilització de prebiòtics en animals.
Segons la seva definició un prebiòtic és un ingredient selectivament fermentat que permet canvis específics en la composició i/o l'activitat dins la microflora gastrointestinal que confereix beneficis sobre el benestar i la salut de l'hoste. Són considerats aliments funcionals.

## Concepte
Al llarg dels anys, però, s'han proposat diferents definicions. El primer cop que es va definir va ser en 1995 per Glenn Gibson i Marcel Roberfroid com “ingredient alimentari no digerible que afecta de manera beneficiosa l'hoste estimulant selectivament el creixement i /o l'activitat d'un o d'un nombre limitat de bacteris ja residents al còlon i millorar així la salut de l'hoste".
L'any 2004, la definició de prebiòtic va passar a ser "ingredients fermentats selectivament que permeten canvis específics, tant en la composició com/o en l'activitat de la microflora gastrointestinal que proporciona beneficis al benestar i la salut de l'hoste".
Per acabar, s'arriba a la definició acceptada actualment, ja citada anteriorment: substrat que s'utilitza selectivament pels microorganismes hostes que ofereixen un benefici per a la salut.
Els criteris per poder designar una substància com a prebiòtics són:
- Ha de ser resistent a l'acidesa gàstrica i a la hidròlisi per enzims de mamífers. A més, tampoc pot ser absorbit pel tracte gastrointestinal.
- Pot ser fermentat per la microflora intestinal.
- Ha d'estimular selectivament el creixement i/o l'activitat dels bacteris intestinals associats a la salut i el benestar.

## Introducció
El tracte gastrointestinal dels mamífers està habitat per microorganismes des del moment del naixement. Tot i que hi ha estudis que suggereixen que la colonització es produeix a l'úter, durant el desenvolupament fetal, ja que s'ha trobat presència de microorganismes a la placenta, el líquid amniòtic i al cordó umbilical, en contraposició al que es pensava de que el tracte intestinal era estèril a l'úter. A més, també se suggereix que el meconi (primera mostra de femta infantil) tampoc és estèril, i per tant, això demostraria que la colonització del tracte intestinal per part dels microorganismes es produeix abans del naixement. Amb aquesta colonització s'estableix una relació de simbiosi amb l'hoste que desenvolupa una funció clau pel benestar i la salut. El conjunt d'aquests microorganismes es coneix com a microbiota o microbiota intestinal. S'estima que el nombre de microorganismes que compon la microbiota supera 10¹⁴, i porta a terme una sèrie de funcions molt importants per a l'organisme. La majoria d'elles estan relacionades amb la digestió, el manteniment de l'epiteli intestinal, l'exclusió de patògens potencials, la transformació de xenobiòtics (infinitat de compostos sintètics elaborats per l'ésser humà), la maduració i manteniment del sistema immunitari i fins i tot el funcionament del nostre comportament, el maneig de les emocions i la gestió de l'estrès.
Són múltiples els factors que afecten a la composició de la microbiota intestinal: localització geogràfica, la dieta com un dels factors més importants i de major importància en la seva composició (de fet, una dieta variada i complexa s'associa amb una major diversitat a la microbiota), l'estrès, estrès associat a l'exercici fisiològic, malalties crítiques que porten a l'estrès fisiològic, estrès fisiològic, fàrmacs, supressió de l'àcid gàstric i antibiòtics. A més, cada un de nosaltres posseïm una microbiota intestinal diferent, susceptible en tot moment a canvis, tant endògens com exògens.

## Composició de la microbiota
La microbiota que es pot considerar com la més saludable, la més diversa, és aquella que posseeixen les persones nòmades que no estan exposades als fums contaminants de la ciutat, que no prenen medicaments ni, per descomptat, antibiòtics, i que tampoc estan sotmesos a un estrès crònic. Quan això passa, a la microbiota predominen els microorganismes amb beneficis potencials per a la salut (especialment els gèneres/espècies sacarolítiques, com els bifidobacteris), en detriment dels perjudicials (especialment els gèneres/espècies proteolítiques o putrefactives). Però si es produeix una alteració d'aquesta, a causa d'alguns dels fets exposats amb anterioritat, es produeix el que es coneix com la disbiosis, on la presència d'un o de diversos microorganismes amb un efecte potencialment nociu per la salut són dominants respecte als beneficiosos. Aquesta situació pot desembocar en una malaltia, ja que la microbiota intestinal està íntimament lligada amb la funció immunològica. Per això és important mantenir un equilibri saludable dels microorganismes presents.
Els fílums microbians intestinals dominants són Firmicutes, Bacteroïdetes, Actinobacterias, Proteobacteries, Fusobacteria i Verrucomicrobia. Firmicutes i Bacteroidetes, representen el 90% de la microbiota intestinal.

## Producció

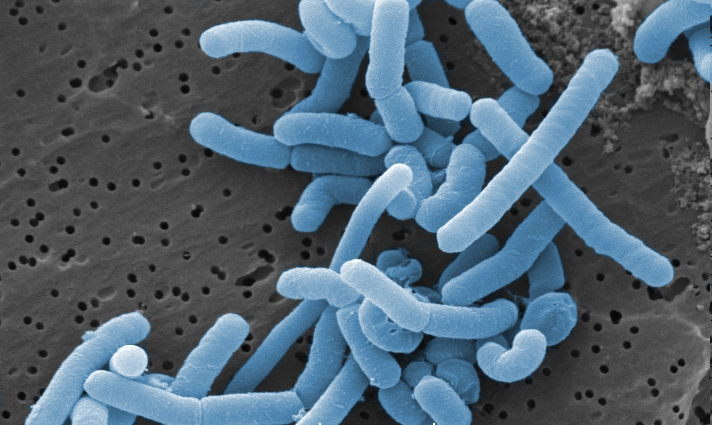
Lactobacillus

Els prebiòtics són components alimentaris funcionals procedents de la ingesta per part de l'hoste. Majoritàriament són carbohidrats o fibres dietètiques solubles que són metabolitzats pels microorganismes presents a la microbiota intestinal, afavorint així la proliferació d'aquells microorganismes que aporten un benefici per a la salut de l'hoste. Modifiquen la composició intestinal, augmentant els nivells de Bifidobacterium i Lactobacillus, i disminuint Clostridium i Bacteroides i, fins i tot, poden augmentar l'absorció de calci, minerals i altres components essencials.

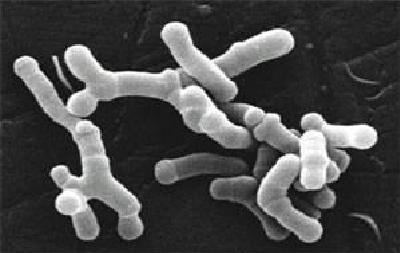
Bifidobacterium

Pel que fa a la seva producció, els prebiòtics es poden obtenir:
- De forma natural per extracció directa de les plantes: arrels, espàrrecs, soja, blat, alls, etc.

- A través de la producció sintètica per la conversió enzimàtica de sucres. Aquesta conversió pot ser:
  - Per hidròlisi enzimàtica dels polisacàrids de les plantes.
  - Reaccions de transgalactosilació o transfructosilació, utilitzant un monosacàrid o un disacàrid com a substrat.

- També és possible la producció de prebiòtics mitjançant una combinació d'aquests mètodes.

Una alternativa a aquestes tècniques és la producció a gran escala dels prebiòtics gràcies a processos biotecnològics. D'aquesta manera, a través de fermentacions, que posen ser fed-bach o fermentació sòlida estàtica, i a partir de diferents substrats (com per exemple aguamiel o sacarosa per a produir FOS) que es desenvolupen en les condicions òptimes, es pot aconseguir abaratir costos i augmentar la producció.
A la següent taulaes pot veure quin mètode de producció s'utilitza per produir els diferents tipus de prebiòtics: 
| Mètode de producció              | Tipus de prebiòtic         |
| -------------------------------- | -------------------------- |
| Extracció directa de les plantes | Inulina                    |
| Extracció directa de les plantes | Oligosacàrids de rafinosa  |
| Extracció directa de les plantes | Oligosacàrids de soja      |
| Extracció directa de les plantes | XOS                        |
| Hidròlisi enzimàtica             | XOS                        |
| Hidròlisi enzimàtica             | FOS                        |
| Hidròlisi enzimàtica             | Isomaltotriosa             |
| Transgalactosilació              | GOS                        |
| Transgalactosilació              | Lactulosa                  |
| Transfructosilació               | FOS                        |
| Transfructosilació               | Lactosucrosa               |
| Combinació de mètodes            | Maltooligosacàrids         |
| Combinació de mètodes            | Oligosacàrids d'isomaltosa |

## Tipus
Hi ha diferents tipus de prebiòtics, el grup més nombrós són els oligosacàrids amb una DP (nombre de monòmers per cadena) entre 4-10. D'aquest grup en formen part els galactooligosacàrids o GOS, els fructooligosacàrids o FOS, els xilooligosacàrids o XOS i les fibres solubles de blat de moro, entre d'altres. A més, també hi ha disacàrids i monòmers com el lactitol o la lactulosa; i polisacàrids com la inulina.  

### Fructans

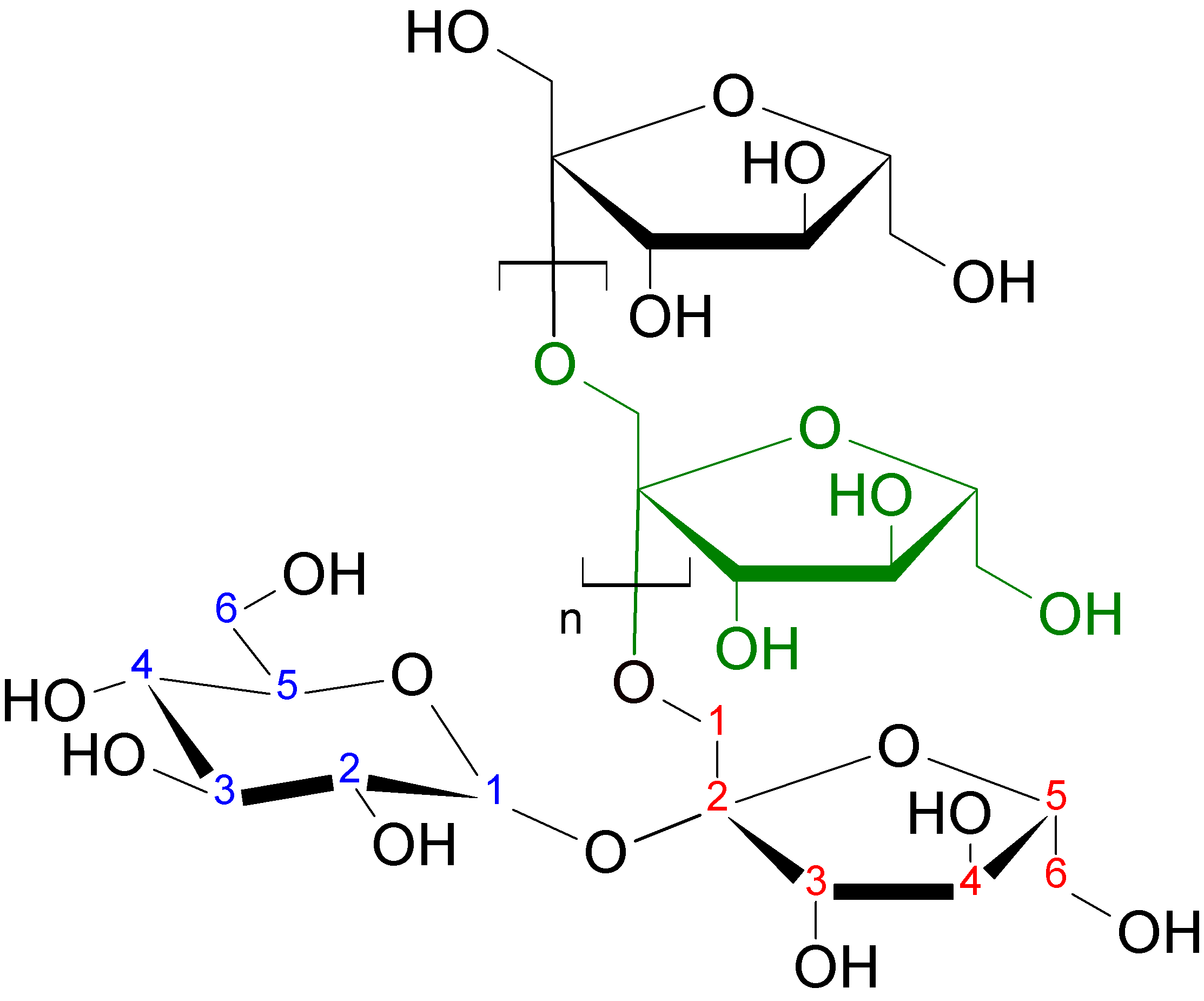
Estructura química de la inulina

Els fructans són un grup de carbohidrats molt divers format per homopolímers de fructosa i caracteritzat per tindre enllaços glicosídics de tipus β fructosil-fructosa. Segons la seva estructura es poden classificar els fructans en inulina (β 2→1), levans (β 2→6) i graminan (β 2→1 i β 2→6). Sovint, es poden tindre fructans amb una glucosa terminal, tot i que també es poden tindre neofructans amb una glucosa en posició interna.

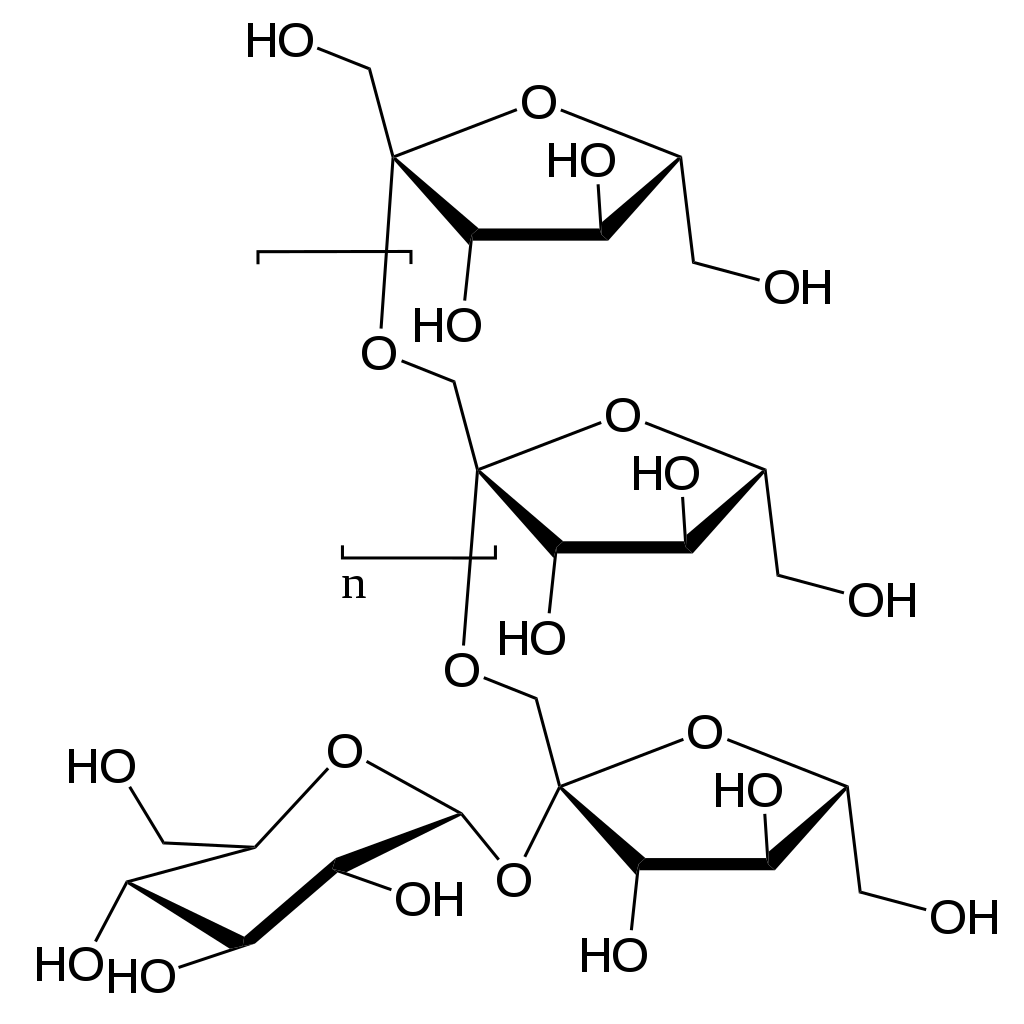
Estructura química dels fructooligosacàrids (FOS)

Els fructans poden ser d'origen vegetal (present en tubercles, arrels, fulles o bulbs) on hi haurà una competència amb el midó per l'emmagatzematge depenent de la temperatura així com del tipus de planta. O d'origen microbià, on la fructosiltransferasa de bacteris patògens o de la flora intestinal/bucal fan de barrera contra la deshidratació i eviten el reconeixement per part de l'hoste. Generalment tots els fructans i els seus productes de fermentació (àcids grassos) estimulen la resistència immunològica front microorganismes patògens, actuen d'antiinflamatoris, prevenen malalties…
Hi ha dos grans tipus de fructans que són la inulina i els fructooligosacàrids. La principal font d'inulina s'extreu de l'aigua de les arrels de xicoira, tot i que després es poden perfeccionar amb separacions físiques o amb hidròlisi enzimàtica parcial. La inulina no és del tot hidrolitzada per la qual cosa entra al còlon com una fibra dietètica soluble disminuint el contingut calòric. Pel que fa als FOS es pot produir per la conversió de la sacarosa en el fong Aspergillus niger a partir de l'enzim fructosiltransferasa, amb la glucosidasa i glicosiltransferasa, entre altres tècniques.

### Galactooligosacàrids (GOS)

Estructura química dels galactooligosacàrids (GOS).

Els galactooligosacàrids són oligosacàrids de galactosa units a monòmers de glucosa o lactosa i sintetitzats a partir de soja o de lactosa. A partir de la lactosa es dona una reacció de transgalactosilació mitjançant la β-galactosidasa on hi ha una hidròlisi de l'enllaç glicosídic i la cadena resultant de galactoses-glucosa es dona per enllaços β(1→2), β(1→3), β(1→4) i β(1→6). Tot i que els galactooligosacàrids són molt estables, no eren aliments funcionals gaire utilitzats per la seva poca digestibilitat i dolçor. Posteriorment, es va veure que estimulaven el creixement de Bifidobacterium i Lactobacillus en nadons, per tindre una gran similitud als oligosacàrids de la llet materna. Els GOS estimulen el sistema immune i la salut intestinal, redueix la susceptibilitat a malalties infeccioses, disminueix el nombre de bacteris patògens, millora les activitats fisiològiques, disminueix el contingut lipídic, no provoca intolerància a la lactosa i ajuda a l'absorció de calci i minerals.

### Xilooligosacàrids (XOS)

Estructura química dels xilooligosacàrids (XOS)

Els xilooligosacàrids són oligosacàrid format per molècules de xilosa unides mitjançant un enllaç glicosídic β(1→4). Es poden obtenir de manera natural a partir de fruites, llet i verdures o amb la hidròlisi de la biomassa rica en xilan com pot ser el blat de moro, fusta o malta (aïllar xilan de la biomassa, degradar-ho amb vapor o aigua i purificar els XOS amb tècniques de membrana o absorció). Els XOS no són digeribles (estables en un ampli rang de pH i altes temperatures de fins 100 °C), la qual cosa estimula el creixement de Bifidobacterium i de bacteris anaeròbics que donen condicions òptimes per la flora microbiana.

### Derivats de la lactosa

Estructura de la lactulosa

La lactosa és un disacàrid format per monòmers de glucosa i galactosa units per un enllaç glicosídic β(1→4). Pel que fa a la lactulosa és un derivat de la lactosa, on es fa una isomerització alcalina i amb un tractament tèrmic per canviar la glucosa per una fructosa. S'ha pogut veure que la lactulosa estimula el creixement de Bifidobacterium mentre inhibeix els Streptococcus, Clostridium perfringens i Enterobacterium. Les seves funcions són augmentar l'absorció de calci, estimular l'activitat desintoxicant i actuar com a laxant.

Estructura del lactitol

D'altra banda el lactitol és un derivat de la lactosa resistent a altes temperatures i a un ampli rang de pH. La glucosa es redueix a través d'una hidrogenació catalítica donant lloc al lactitol; això s'ha de sedimentar, purificar, concentrar i cristal·litzar. Entre altres funcions ajuda a absorbir l'ió amoni per tindre una millora en la síntesi proteica, s'utilitza en aliments pel baix contingut en greixos, fomenta la protecció pel còlon i actua com a laxant.

### Fibra soluble de blat de moro
L'any 2001, l'Institut de Medicina va diferenciar entre dos tipus de fibra. La fibra dietètica que consisteix en hidrats de carboni no digeribles i lignina; i la fibra funcional que són hidrats de carboni no digeribles i no absorbibles. Ambdós proporcionen un benefici a la salut i a la diversitat de la microbiota; però a més, pel que fa a les fibres dietètiques està relacionada amb la prevenció de malalties cardiovasculars, regulació del pes, efecte laxant, entre d'altres. No totes les fibres es poden classificar com a prebiòtics; de fet una altra classificació es basa en la solubilitat on les fibres insolubles són mal fermentadores i les fibres solubles són molt fermentables. D'aquest segon grup hi ha algunes amb una elevada viscositat com la pectina i altres amb una baixa solubilitat com la inulina o la fibra soluble de blat de moro.
La fibra soluble de blat de moro es produeix per la hidròlisi del midó de blat de moro, els enllaços són glicosídics i poden ser α(1→2), α(1→3), α(1→4) i α(1→6). Aquesta disposició provoca que no siguin digeribles a la part alta de l'intestí i s'hagi de fermentar a la part inferior. Les funcions bàsiques són l'augment dels nivells d'absorció de calci en els nens i la retenció de calci en la menopausa.

## Alimentació
Els prebiòtics han demostrat aportar un benefici per a l'hoste a través de la fermentació selectiva de certs components alimentaris per part dels microorganismes present al tracte gastrointestinal. Per tant, tenen un gran interès nutricional. En els aliments poden provocar una millora en la qualitat final del producte, ja que potencien les característiques organolèptiques de l'aliment com la textura i el gust. Però per tal que això succeeixi, els prebiòtics han de ser químicament estables, ja que els aliments han de ser tractats amb unes determinades condicions per assegurar la seva seguretat al consumidor. Les condicions a les quals cal parar més atenció són: elevada temperatura i baix pH.

### Prebiòtics en el formatge
Els clients i, per tant, la indústria alimentària, cada cop més, se senten atrets per aquells aliments que provoquen un benefici per a la salut de l'hoste, aliments funcionals, com són els prebiòtics i probiòtics.
Els probiòtics, tradicionalment s'han incorporat a diferents aliments, entre ells el formatge. Si a més afegim prebiòtics, s'incrementaran encara més el nombre de microorganismes beneficiosos per a l'hoste al tracte gastrointestinal. A aquests aliments els anomenem, simbiòtics.
Hi ha un estudi on s'intenta avaluar l'efecte que provoca l'addició de prebiòtics a 5 formulacions diferents (Control, Probiòtic, Control+Probiòtic, Control+Probiòtic+Mescla de prebiòtics, Probiòtic+Mescla de prebiòtics) de formatges petit-suisse (és un postre al Brasil, i que té un gran potencial com a aliment simbiòtic) a través de la combinació de candidats prebiòtics (inulina, oligofructosa i mel) i probiòtics (Lactobacillus acidophilus, Bifidobacterium lactis). Aquest estudi es realitza a través de fermentacions in vitro, estèrils i inoculades amb puré fecal.
Es quantifiquen tant els canvis en la població de bifidobacteris, lactobacils, clostridia i bacteroides com les activitats que provoquen aquests bacteris (producció d'àcids grassos de cadena curta, o l'efecte que tenen sobre l'assimilació dels substrats).
Es va observar que l'addició de prebiòtics a un formatge al qual prèviament se li han afegit probiòtics durant el procés d'elaboració, s'aconsegueix una fermentació més ràpida i una elevada producció d'àcid làctic. Això provoca que augmenten les taxes de creixement de bifidobacteris i lactobacils. D'entre les 5 combinacions de formatges, el formatge petit-suisse que més promet com a aliment funcional és aquell al qual se li afegeixen una combinació de diferents prebiòtics i probiòtics.
A més els components prebiòtics exerceixen un efecte positiu sobre la textura final, el contingut de fibra i l'acceptació sensorial de producte i ajuden a reduir el contingut en sodi i greixos.

### Prebiòtics en cereals

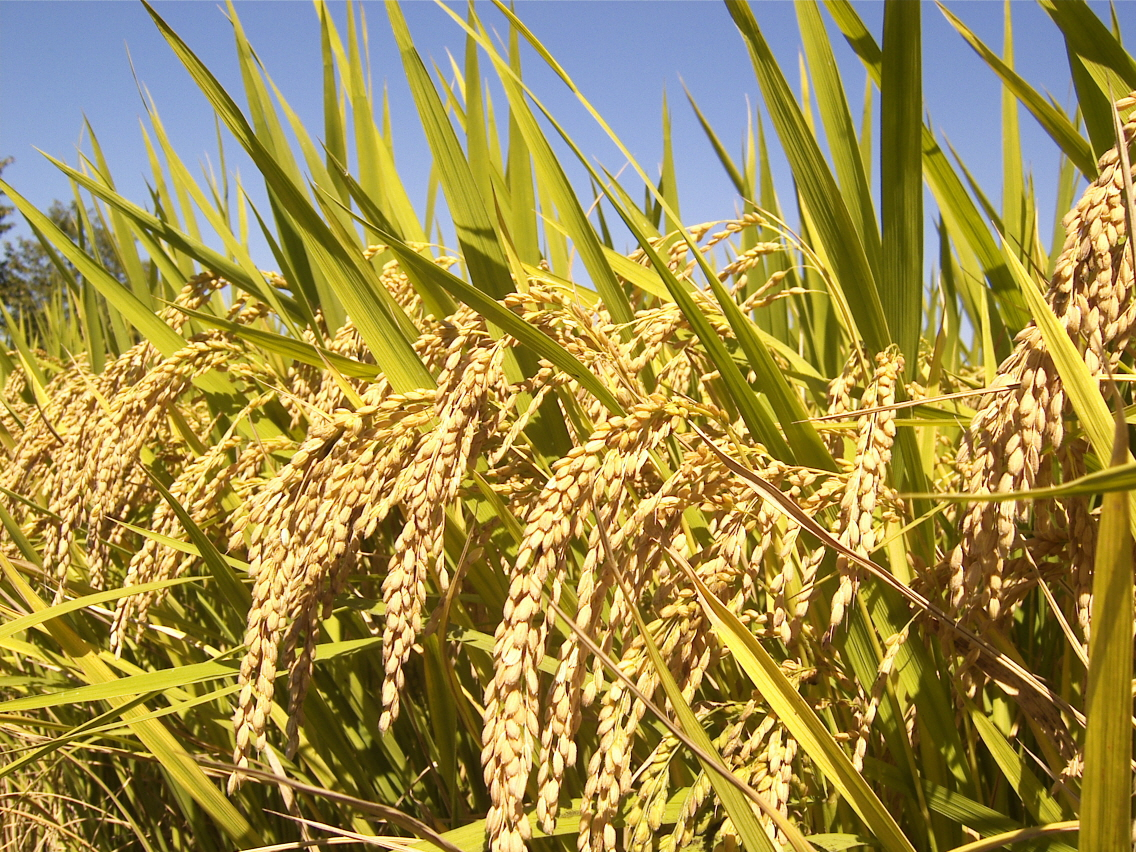
Plantes d'arròs d'on es poden obtenir components amb potencial ús prebiòtic.

El consum de cereals és el principal component de la dieta per a la majoria de la població. Es cultiva arreu del món, per tant té una alta disponibilitat. El tipus dependrà del clima, de la cultura i de l'economia del país. Es tracta d'un cultiu barat, l'extracció dels seus components també, i a més, a partir de diferents cereals com l'arròs, el blat, l'ordi i la civada, es poden obtenir components amb potencial ús prebiòtic. La majoria són polisacàrids, oligosacàrids i carbohidrats.
Els prebiòtics es poden obtenir a partir de polisacàrids no midònics extrets del gra de cereal. Per exemple, els polisacàrids no midònics de la branca d'arròs presenten activats antibacterianes i antioxidants, que es poden desenvolupar com a prebiòtics.
Els principals ingredients actius són la cel·lulosa, β-glucà (es troba especialment en civada i ordi), α-glucà (polisacàrid principal en el segó d'arròs), arabinoxilà, etc.
També hi ha diversos estudis sobre l'activitat prebiòtica dels oligosacàrids arabinoxilans derivats de cereals.

### Prebiòtics en llet fermentada
En un estudi s'utilitza el permeat, obtingut per microfiltració, per a la producció de llets fermentades amb inulina o sense. La llet es va deixar emmagatzemada durant 28 dies. A la finalització d'aquest període, es van comparar les propietats tant de la llet fermentada prebiòtica com de la control, respecte a les propietats inicials. No es van veure afectades les quantitats de lípids, proteïnes o minerals de la llet fermentada prebiòtica. A més es va veure, tant a la llet fermentada control, com a la prebiòtica que va augmentar el sòlid total, el contingut d'hidrats de carboni i, per tant, el valor calòric, i l'acidesa (va comportar una disminució en el pH de la llet fermentada prebiòtica).
A més, l'addició d'inulina va provocar que l'índex de sinèresi baixés en la llet fermentada prebiòtica, i va augmentar la fermesa i la cohesió. Però durant el període d'emmagatzematge no es van alterar aquests paràmetres. També s'observa com la llet fermentada control tendeix cap a un color més verdós que la fermentada prebiòtica, que tendeix cap a un color més vermell, possiblement degut a l'addició d'inulina. Durant el procés d'emmagatzematge, la llet fermentada prebiòtica va mostrar més tendència cap a una coloració groguenca.
La microfiltració és llavors una bona alternativa per obtenir un permeat a partir de la microfiltració i poder utilitzar-lo per obtenir llet fermentada prebiòtica amb estabilitat d'emmagatzematge.

## Prebiòtics en animals
Els prebiòtics, igual que en els éssers humans, també tenen un efecte positiu sobre la salut dels animals. Aquests els ingereixen a través de la seva alimentació o a través de suplements a la dieta. Especialment, s'ha observat que la suplementació d'inulina i oligofructosa en el bestiar, provoca diversos efectes positius a la seva salut.
Però de manera més genèrica, es pot dir que els prebiòtics provoquen un augment de pes de l'animal, així com una millora general de la salut. A més tenen un efecte protector sobre el tracte gastrointestinal, prevenint així la colonització del tracte per part de bacteris patògens, provocant una millora del seu sistema immunitari.

## Prebiòtics en infants
Hi ha multitud d'estudis que intenten saber els efectes d'afegir suplements amb propietats prebiòtiques a l'alimentació dels nadons i veure quins efectes provoquen. No obstant cap d'ells conclou que aquests suplements provoquin un benefici significatiu per a la salut del nadó. S'ha de dir també que en general, els estudis mostren una tendència beneficiosa de la utilització dels suplements prebiòtics i hi ha molt pocs efectes adversos.
Ja de per si la llet humana materna conté substàncies prebiòtiques. Les més abundants són els oligosacàrids, com els fructans tipus inulina, que no són digeribles a l'intestí i entren al còlon com a substàncies fermentables, produint àcids grassos de cadena curta (SCFA) i es produeix un pH àcid. Aquest entorn provoca que proliferin certs tipus de microorganisme. En aquells nadons que se’ls administres substàncies amb efectes prebiòtics, presenten un nombre més gran de Bifidobacteris i Lactobacils en les femtes, i també les pot suavitzar.

## Funció
Els prebiòtics són substrats generalment àcids que modifiquen l'entorn de l'intestí, ja que redueixen el pH contribuint a un canvi en la composició de la microbiota intestinal. La seva naturalesa química, faciliten l'arribada al còlon sense ser digerits i la seva mida és tan petita que són capaços de difondre’s pels eritròcits intestinals i entrar a la circulació sanguínia. A més, la seva actuació no és única del sistema gastrointestinal, sinó que és capaç d'afectar altres sistemes. Noves àrees de recerca d'ampli creixement, busquen els seus efectes en respostes immunitàries i antiinflamatòries, en l'obesitat, en malalties cardiovasculars, en els ossos.

Sistema digestiu.

### Desordres gastrointestinals
- Síndrome de l'intestí irritable i la malaltia de Crohn: La primera és un síndrome gastrointestinal caracteritzat pel dolor crònic abdominal i alteracions intestinals; pel que fa a la malaltia de Crohn és una malaltia inflamatòria crònica en qualsevol part del tracte gastrointestinal (boca fins anus). S'ha vist que en ambdós casos la quantitat de bacteris favorables (Bifidobacterium, Faecalibacterium prausnitzii, Bacteroides i Firmicutes) és inferior en persones que pateixen la malaltia. Nombrosos estudis informen que l'administració de 5 g FOS/dia durant 6 setmanes o 3.5 g GOS/dia durant 12 setmanes milloren els símptomes de l'intestí irritable, així com 15 g FOS/dia augmenten el nivell de Bifidobacterium i milloren la malaltia de Crohn. Tot i això, altres estudis diuen tot el contrari, és a dir, que els prebiòtics no afecten ni a l'augment dels microorganismes beneficiosos i a la millora dels símptomes, per aquest motiu es continua estudiant.[4]
- Càncer colorectal: Aquest tipus de càncer és un dels més comuns en el món i en elevades ocasions condueix a la metàstasi. S'ha pogut demostrar que l'aplicació de prebiòtics com és el cas del butirat pot fer de barrera protectora contra la metàstasi, pel que fa als galactooligosacàrids disminueixen substàncies mutagèniques com l'indole, l'àcid isovalèric i la nitroreductasa. D'altra banda els productes simbiòtics (Lactobacillus + inulina o Bifidobacterium + inulina) disminueixen el risc a patir càncer de còlon degut al fet que redueixen la taxa de cèl·lules canceroses i augmenta la barrera epitelial.[4][6][27]
- Enterocolitis necrotitzant: Tot i que se sap que els prebiòtics com GOS o FOS augmenten el creixement microbià i disminueixen els microorganismes patògens, cap estudi ha demostrat els efectes beneficiosos sobre l'enterocolitis necrotitzant.[4]
- Gastroenteritis: Aquesta malaltia freqüent és deguda a l'increment de bacteris patògens que generen toxines, provocant així vòmits, diarrea, nàusees... Els prebiòtics augmenten la població intestinal ajudant a prevenir la gastroenteritis.[4][27]

### Sistema immunitari
Els prebiòtics faciliten que a la flora intestinal hi hagi microorganismes amb funció protectora. Per exemple, la mannosa s'uneix mitjançant fimbris a la Salmonella impedint així la seva proliferació. Aquests també poden induir a l'expressió de molècules d'immunitat. Un altre estudi informa que no és segur que es puguin transmetre els efectes bifidogènics a la descendència.
Els FOS disminueixen l'ús d'antibiòtics i redueixen els efectes secundaris a les vacunes de la grip augmentant, a més, la resposta a elles. Pel que fa als GOS, augmenten el nivell d'interleucina 8 i 10 a la sang però disminueix la de tipus 1. En els infants, disminueix el risc de patir dermatitis atòpica i èczemes. Aquest últim efecte també el produeix els oligosacàrids àcids. Finalment la combinació d'oligofructosa i inulina, millora la resposta d'anticossos a les vacunes de la grip o xarampió.

Sistema nerviós i sinapsis.

### Sistema nerviós
La microbiota intestinal pot afectar el cervell a través de la via neural (GOS o FOS actuen sobre els neurotransmissors, les proteïnes sinàptiques i els factors neutròfils), endocrina (regulen hormones com la corticosterona, l'adrenocorticotròpica, entre altres) i immune.
- Autisme: Les persones que pateixen autisme acostumen a patir també problemes gastrointestinals com dolor abdominal, diarrees, inflor... S'ha pogut estudiar les femtes de persones autistes i persones que no pateixen aquesta malaltia, i s'ha vist que els autistes tenen una concentració de Clostridium molt elevada i baix nombre de Bifidobacterium. La ingesta de prebiòtics regula els nivells dels microorganismes aportant regularitat a la flora intestinal.[4]

- Encefalopatia hepàtica: És un problema a causa d'un augment de l'amoníac a la sang que afecta el fetge, s'ha vist com la lactulosa pot prevenir-la així com disminuir la concentració d'amoníac permeten un millor nivell de vida. És degut a que la lactulosa redueix el pH, produeix energia de la fermentació i inhibeix la glutaminasa evitant la producció d'amoníac. El lactitol té efectes similars però a més no produeix tants efectes adversos.[4][39]

- Estat d'ànim, memòria i aprenentatge: L'avantatge d'utilitzar prebiòtics és el fet que regula el nivell de l'hormona de l'estrès; pel que fa a l'arabinosa millora la cognició i redueix l'acumulació d'àcid fibril·lar glial que es relaciona amb la demència.[4]

### Pell

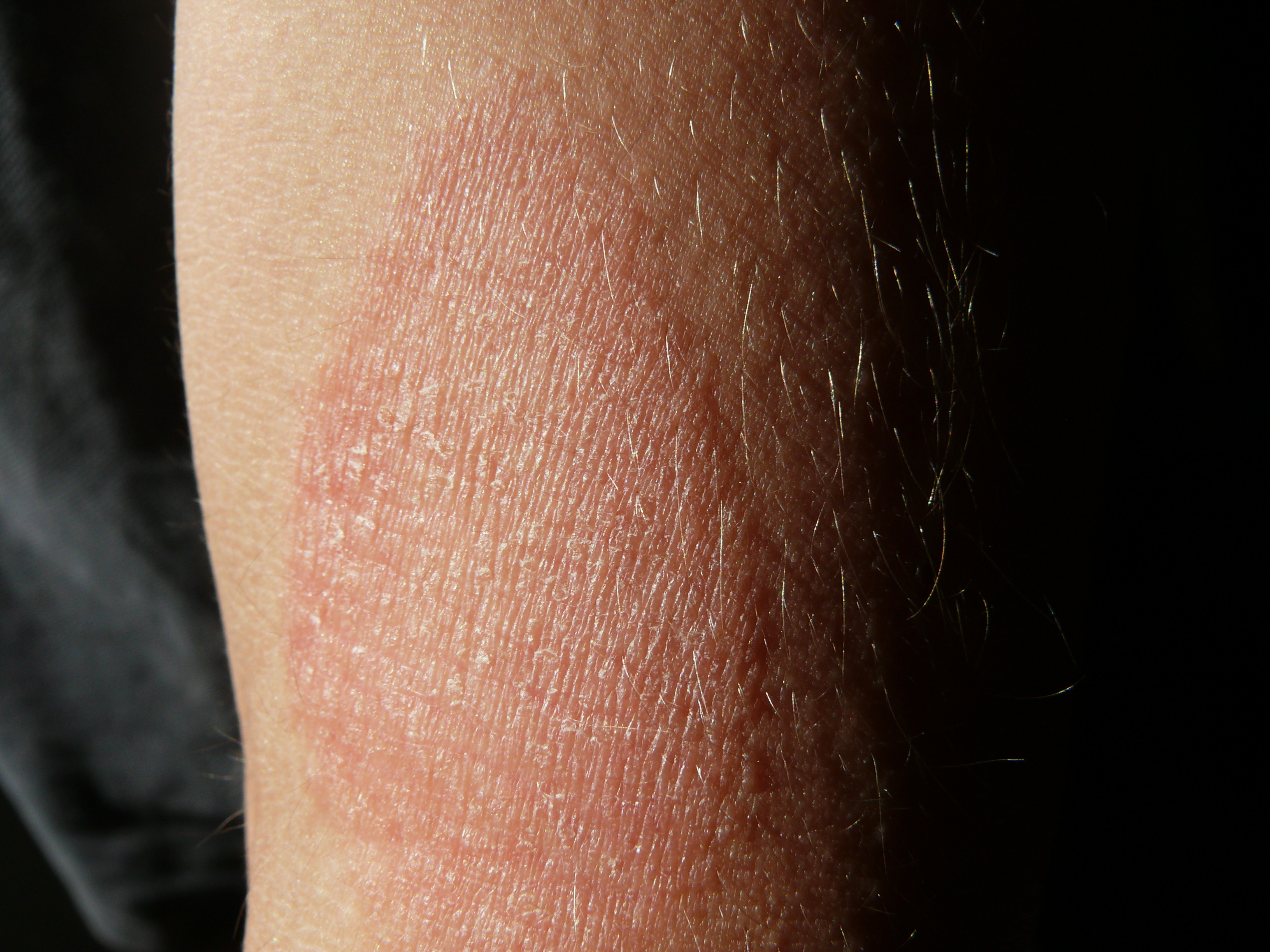
Malalties atòpiques.

Els prebiòtics redueixen malalties atòpiques i milloren l'absorció d'aigua, de fet són capaços de reduir els fenols que causen la reducció d'aigua i de queratina.

### Sistema cardiovascular
Les malalties del sistema cardiovascular són de les causes més típiques de mort, i són causades pels hàbits de vida i l'alimentació. Nombrosos estudis indiquen que les fibres dietètiques i els prebiòtics afecten de manera indirecta al sistema cardiovascular però per ara no es pot afirmar que sigui directe. En altres paraules, redueix la inflamació, el nivell de triacilglicèrids, l'obesitat però es continua estudiant el seu efecte sobre el colesterol.

### Absorció del calci
S'ha pogut demostrar que la lactulosa i la inulina pot ajudar a l'absorció del calci i dels minerals. Actualment, 8 g d'inulina/dia durant un any augmenta els nivells de calci així com la densitat òssia. De totes maneres ni els fructooligosacàrids ni els galactooligosacàrids semblen afectar l'absorció.

## Probiòtic, prebiòtic i simbiòtic
El tracte gastrointestinal humà està colonitzat per microorganismes que aporten beneficis a l'hoste. Atorguen beneficis intestinals (modificant, alterant i estabilitzant la microbiota) per l'àmplia quantitat de nutrients disponibles per l'amfitrió, prevenen les infeccions i modulen la resposta immunològica. Per aquesta raó, els probiòtics, prebiòtics i simbiòtics s'han introduït a la dieta humana. A continuació es veurà en detall aquests aliments funcionals per saber què són, què fan i quines diferències hi ha entre ells:
Els probiòtics, tal com l'Organització Mundial de l'Alimentació i l'Agricultura de les Nacions Unides i l'Organització Mundial de la Salut (FAO / OMS) diuen, són: "Microorganismes vius que, quan s'administren en quantitats adequades confereixen un benefici per a la salut a l'hoste". Etimològicament parlant el terme deriva del grec i significa "per a la vida". Els probiòtics més comuns són Lactobacillus, Bifidobacterium, Saccharomyces, Streptococcus i Enterococcus. Aquests tenen un paper important contra malalties i al·lèrgies conferint protecció especialment durant la infància. A més, són capaços de reduir la durada terapèutica dels antibiòtics. L'efecte entre els probiòtics és diferent, de manera que no es pot generalitzar sobre ells, ja que tenen propietats diferents segons si s'utilitzen sols o en combinació. Els psicobiòtics són organismes vius que un cop ingerits actuen positivament sobre la salut dels pacients que pateixen malalties psiquiàtriques, per exemple, la depressió. Messaoudi, Benton, Steenbergen i Akkasheh han demostrat en nombrosos estudis que hi ha una correlació entre els probiòtics donats a diferents pacients i una millora en l'estat mental. L'estat d'ànim ve modulat pels probiòtics, ja que tenen la capacitat de variar el dolor a l'intestí. Actualment, s'utilitzen per millorar la funció de la barrera intestinal, tot i que també, es vol emprar per millorar als pacients amb TEA; malgrat això encara s'està estudiant. També s'utilitzen en el tractament de l'esquizofrènia i en el trastorn bipolar. Fins al moment, els estudis sobre probiòtics han donat resultats positius sobre els símptomes dels trastorns neurològics, però abans de generalitzar-se hauran de ser confirmats per altres estudis.
Els prebiòtics es defineixen com "un substrat utilitzat selectivament pels microorganismes hostes que confereixen un benefici per a la salut". Els prebiòtics es poden utilitzar com a alternativa als probiòtics o afegir-los a ells. El prebiòtic ideal ha de resistir a l'acció dels àcids de l'estómac i als enzims de l'intestí, no s'ha d'absorbir al tracte gastrointestinal i ha de ser fàcilment fermentable per la microflora. Les substàncies reconegudes per la seva capacitat de millorar la salut gastrointestinal són: oligosacàrids no digeribles (NDOs), fibra soluble i HMO. Les NDOs són hidrats de carboni de baix pes molecular que milloren l'ecosistema microbià intestinal dins de la dieta, augmentant el temps de masticació per afavorir la producció de saliva i àcid gàstric, i incrementant la distensió gàstrica per donar sensació de sacietat. En canvi, les fibres indueixen la sacietat amb dos mecanismes que són alentir el buidament gàstric i disminuir l'absorció de glucosa a l'intestí. La insulina està correlacionada amb la sacietat, aquesta i la pectina redueixen la prevalença i la durada de la diarrea. Alguns estudis han demostrat que els prebiòtics tenen efectes relacionats amb el sistema nerviós central (SNC). D'altra banda han provat que la satisfacció emocional deguda als prebiòtics dona un efecte positiu en l'apetit, afavorint la correcta alimentació sobretot durant joventut. Aquests també van donar resultats positius contra l'ansietat i la depressió. Tot i això, es necessiten més estudis per determinar l'efecte beneficiós dels prebiòtics en trastorns neurològics.
Els simbiòtics són el resultat de la combinació de probiòtics i prebiòtics en els quals els substrats afavoreixen selectivament al compost probiòtic (microorganismes). Els probiòtics més utilitzats són Lactobacillus i Bifidobacterium i els principals prebiòtics que s'utilitzen són oligosacàrids com GOS, FOS, XOS i inulina. Aquests tenen un efecte positiu en l'obesitat, la diabetis, l'enterocolitis necrotitzant en nadons amb un pes molt baix després del part i en el tractament de l'encefalopatia hepàtica. Respecte als possibles beneficis dels trastorns del desenvolupament neurològic, pocs estudis han donat un resultat positiu (els estudis de Malaguernera i després de Firmansyah). Per tant, es necessiten més estudis per avaluar els simbiòtics com a agents positius en les malalties neurològiques i la salut humana.

## Perspectiva de futur
S'està aplicant l'ús de tecnologies cada cop més sofisticades i fiables en la investigació per al desenvolupament i la millora de prebiòtics. Per aquesta raó, els productes alimentaris amb propietats prebiòtiques continuaran augmentant tant en varietat com en producció.
Els aspectes més importants que s'han de garantir són la seguretat i l'eficàcia dels productes. De fet la seguretat dels prebiòtics (com la inulina i els oligofructosa) a nivell d'aliments ja ha estat confirmada per diversos òrgans autoritaris (com la FDA), però, malgrat això, s'han fet alguns estudis sobre determinades incidències com la inflor, flatulències i alta pressió osmòtica. Tot i això, es creu que els prebiòtics són segurs per al consum oral perquè gairebé no provoquen efectes adversos, però al mateix temps s'ha d'avaluar la dosis prebiòtica segons l'aliment i la persona per tal d'evitar reaccions adverses.
El seu ús se centra principalment en l'activitat de l'ecosistema intestinal, on regulen la composició i la funció de la microbiota intestinal. Tot i que també serà important centrar-se en altres àrees com aplicacions cutànies, tracte urinari o aplicació en altres éssers vius.
Fins a la data, l'ús de prebiòtics està focalitzat en l'ús humà i especialment en aquelles persones sensibles a infeccions intestinals com ara nadons, gent gran i persones hospitalitzades. Malgrat això, hi ha aspectes interessants que s'estan trobant per a l'ús en animals, com la possibilitat de millorar la salut gastrointestinal i reduir l'olor de les femtes dels animals domèstics.
A nivell agrícola, en canvi, els prebiòtics poden ser molt útils per a una major resistència a les infeccions, augment del rendiment del creixement, reducció de la contaminació i millora de digestió, absorció, qualitat i rendiment de llet i ous. Tots aquests aspectes esmentats podrien esdevenir molt importants atès que la Unió Europea (UE) ja no permet l'ús d'antibiòtics per a ús agrícola com una pràctica habitual. Des que la UE va imposar aquesta prohibició, la disbiosi ha sorgit com un problema greu en la producció intensiva d'animals.
Els prebiòtics són objecte d'estudi perquè es podrien utilitzar com a alternativa als antibiòtics per augmentar el creixement. Tot i això, no es poden utilitzar com a substitut directe, però hi ha indicis que el seu ús estratègic pot garantir beneficis.
Actualment, existeixen productes prebiòtics al mercat com també productes en desenvolupament: làctics, begudes saludables, aliments de deslletament, cereals, productes de fleca, xocolata, xiclet, productes salats, sopes, salses i condiments, productes carnis, aliments secs, aliments en llaunes, suplements alimentaris i menjar per a mascotes. Aquesta llista es pot ampliar depenent de si els assaigs tenen èxit o no.
Encara estan en marxa estudis per determinar l'eficàcia dels prebiòtics en la gestió dels trastorns intestinals i la recerca d'un índex quantificable per mesurar aquesta eficàcia. Per això, es necessiten estudis en humans, per comprendre si l'ús i l'activitat dels prebiòtics afavoreixen la salut. Però les proves sobre pacients que pateixen trastorns clínics o poden patir aquests trastorns són encara escasses. És important que aquests estudis estiguin ben controlats i guiats per hipòtesis correctes. Per realitzar-los hi ha diferents tipus d'habilitats i tècniques, i l'ús de les tecnologies més innovadores combinades amb la col·laboració de diverses disciplines ajudaran a obtenir resultats.
Actualment, hi ha diverses vies de recerca dels usos dels prebiòtics. Entre aquestes s'esmenten:
- Major funcionalitat: per exemple, incorporació de capacitats anti-adhesives contra patògens intestinals i les seves toxines.

- Preferència per tractar amb productes alimentaris i determinats col·lectius: per exemple, nadons, gent gran, regions geogràfiques diferents, viatgers, persones amb risc de patir trastorns particulars, etc.

- Diferenciar el nivell d'espècies: algunes espècies s'han de considerar a l'intestí com més beneficioses que d'altres.

- Secció distal del còlon: seria útil centrar-se en aquesta regió de l'intestí, ja que la majoria de les malalties cròniques apareixen aquí.

- Definició de resultats i mecanismes de salut: s'han produït eines de recerca fiables per determinar l'eficàcia prebiòtica. Continuant per aquest camí, en post-genòmica, es guiaran per hipòtesis i utilitzaran noves tecnologies com la microarray, la metabolòmica i la proteòmica.

Les activitats dels projectes Europeus finançats per PRO-EU-HEATH tenen com a tema central els prebiòtics i els probiòtics. Hi ha moltes investigacions en marxa:
- Dieta i envelliment.

- Interacció entre hoste i microbis.

- Biologia molecular per detectar bacteris intestinals.

- Noves tecnologies de processament de probiòtics i prebiòtics.

- Aspectes de seguretat.

- Mecanismes d'inhibició de patògens.

- Malaltia intestinal crònica.

- Productes de segona generació.

Actualment, hi ha 64 socis de recerca a 16 països europeus amb un pressupost de 20 milions d'euros. Aquest tipus d'inversió ha tingut un gran impacte.
Entre altres iniciatives, ha estat molt important el desenvolupament d'una empresa internacional dedicada a la investigació probiòtica i prebiòtica (ISAPP), que té com a objectiu desenvolupar les principals àrees d'intervenció dietètica sobre l'intestí.
Els estudis d'aquesta matèria hauran de ser guiats mecànicament, ben controlats i utilitzant les millors metodologies. Per tant, és necessària una planificació acurada per aprofitar al màxim aquesta part de la ciència que tracta la salut pública. Aquests estudis també són necessaris per millorar la comprensió de la interacció complexa entre la microbiota intestinal i la ingerida.